# Wolfgang Dreyer
Wolfgang Dreyer (* 17. März 1948; † 19. Mai 2021) war ein deutscher Zoologe und Autor. Von 1988 bis 2014 war er Leiter des Zoologischen Museums Kiel.

## Leben und berufliche Tätigkeit
Dreyer studierte von 1971 bis 1976 Zoologie, Botanik, Humangenetik und Physik an der Friedrich-Alexander-Universität Erlangen-Nürnberg. Von 1976 bis 1980 promovierte er über Insektenkomplexe von Heckenpflanzen an der Universität Bayreuth. Von 1980 bis 1988 war Dreyer als Hochschulassistent am Lehrstuhl für Ökologie an der Christian-Albrechts-Universität zu Kiel tätig, wo er von 1988 bis 2014 die wissenschaftliche Leitung des Zoologischen Museums übernahm.
Dreyer verfasste 27 Bücher, die in elf Sprachen übersetzt wurden. Daneben schrieb er einige Texte für die Musik der nordfriesischen Gruppe Godewind.

## Auszeichnungen
- Bundessieg „Jugend forscht“
- 2. Preis „International Science Fair“, USA
- 1. Preis „Society of Photographic Engineers and Scientist“, USA
- Goldene Universitätsnadel der Christian-Albrechts-Universität Kiel

## Publikationen (Auswahl)
- Die Libellen, Gerstenberg, Hildesheim 1986.
- Die Libellen – Ein Bestimmungsschlüssel für alle Libellenarten Mitteleuropas und ihre Larven. Gerstenberg, Hildesheim 1991. (mit U. Franke)
- Der große Kosmos Tierführer – 1000 Arten. Franckh-Kosmos, Stuttgart 2007. (mit H. Bellmann und F. Hecker)
- Der Kosmos-Waldführer: Ökologie, Gefährdung, Schutz. Franckh-Kosmos, Stuttgart 2009. (mit E. Dreyer)
- Welcher Schmetterling ist das? Franckh-Kosmos, Stuttgart 2013.